# New Forest (district)
Pour les articles homonymes, voir New Forest.
New Forest est un district non métropolitain du Hampshire, en Angleterre. Il est situé dans le sud-ouest du comté, à la frontière des comtés du Dorset et du Wiltshire. Son nom provient de la New Forest, un massif forestier isolé pour la chasse par le roi Guillaume le Conquérant à la fin du XIe siècle. Son chef-lieu est Lyndhurst.

## Composition
Le district est composé des villes et paroisses civiles suivantes :
- Ashurst and Colbury
- Beaulieu
- Boldre
- Bramshaw
- Bransgore
- Breamore
- Brockenhurst
- Burley
- Copythorne
- Damerham
- Denny Lodge
- East Boldre
- Ellingham, Harbridge and Ibsley
- Exbury and Lepe
- Fawley
- Fordingbridge
- Godshill
- Hale
- Hordle
- Hyde
- Hythe and Dibden
- Lymington and Pennington
- Lyndhurst
- Marchwood
- Martin
- Milford on Sea
- Minstead
- Netley Marsh
- New Milton
- Ringwood
- Rockbourne
- Sandleheath
- Sopley
- Sway
- Totton and Eling
- Whitsbury
- Woodgreen